# Kai Ortmann
Kai Ortmann (* 31. Januar 1978 in Schwäbisch Hall) ist ein deutscher Schlagzeuger, Lehrbuchautor und Musikschulgründer.

## Leben
Kai Ortmann erhielt Schlagzeugunterricht seit seinem sechsten Lebensjahr.
Er studierte Schlagzeug an der Los Angeles Music Academy bei Joe Porcaro und Ralph Humphrey, an der Berufsfachschule für Musik des Bezirks Mittelfranken bei Claus Heßler und nahm am Popkurs an der Hochschule für Musik und Theater Hamburg teil.
Mit der Band Stone the Crow veröffentlichte er zwei Alben als Mitkomponist und Mitproduzent neben den anderen Bandmitgliedern und Moses Schneider und tourte für einige Jahre durch Deutschland und das angrenzende Europa. Danach trat er u. a. in der vierköpfigen Formation Pin-Brothers (mit Uwe Lenz, Bruder von Martin Lenz, und Gaz von Dr. Mablues and the Detail Horns) auf, war als Musikproduzent und Schlagzeuger bei den Brothers fdm aktiv und trat beim internationalen JazzArtFestival auf.
2007 zog er nach Hamburg. Dort ist er seit 2011 als Musikproduzent und Schlagzeuger tätig bei Stefan Waldow, war 2014 Schlagzeuger bei Natalia Klitschko und brachte 2018 mit der von ihm gegründeten Band Xusha eine deutsche Interpretation von Schwanensee mit Orchester auf die Bühne. Von 2015 bis 2019 tourte er zusätzlich mit der Band Homefield Four durch weite Teile Deutschlands. 2018 wurde das Album Ewiger Moment von Stefan Waldow veröffentlicht, bei dem Kai Ortmann als Schlagzeuger und Produzent tätig war.
2009 gründete er seine eigene Musikschule und veröffentlichte 2012 ein Schlagzeuglehrbuch, das auf der Moeller-Technik nach Sanford A. Moeller aufbaut.
Anfang 2019 erschien ein weiteres Schlagzeugunterrichtswerk von Kai Ortmann beim Hansepercussion-Verlag.
Neben seinen Konzerttätigkeiten ist Kai Ortmann als Schlagzeuglehrer, Bandcoach und Musikproduzent aktiv.

## Veröffentlichungen
- Stone the Crow: Daylight (1999); Year of the Crow (2001)
- Schlagzeuglehrbuch: Der K.O. Kurs – die umfassende Rock/Pop-Schlagzeugschule. Hansepercussion-Verlag 2012. ISBN 978-3-9813575-5-4
- Stefan Waldow: Ewiger Moment (2018)
- Schlagzeuglehrbuch-Serie: DRUMS KONKRET – 6 kompakte Schlagzeugkurse. Hansepercussion-Verlag 2019.